# Voetbal op de Olympische Zomerspelen
Voetbal is een van de sporten die in teamverband op de Olympische Zomerspelen worden beoefend.
Vanaf de tweede editie in 1900 staat voetbal (voor mannen) op het programma van de Olympische Spelen, met een onderbreking in 1932. Op de eerste twee toernooien was voetbal een demonstratiesport, waaraan geen landenploegen maar clubteams deelnamen. Vanaf 1908 is voetbal een officiële olympische sport. Achteraf heeft het IOC wel besloten ook de toernooien van 1900 en 1904 als officieel op te nemen in de uitslagenlijsten. In 1996 werd het voetbal voor vrouwen aan het olympische programma toegevoegd.

## Speelgerechtigd
Landen die zowel bij de wereldvoetbalbond FIFA als het Internationaal Olympisch Comité zijn aangesloten mogen zowel bij de mannen als vrouwen één team inschrijven voor het kwalificatietoernooi. Sinds de kwalificatie voor de Olympische Spelen 1992 geldt voor mannen dat ze maximaal 23 jaar mogen zijn (met 1 januari van het olympisch jaar als peildatum). Tijdens de eindronde (de Olympische Spelen zelf) mogen drie dispensatiespelers ouder dan 23 jaar deel uitmaken van de voetbalselectie.
Voor vrouwen gold bij de eerste twee edities (1996 en 2000) dat de speelsters minimaal zestien jaar oud moesten zijn. Deze bepaling is daarna afgeschaft, zodat voor vrouwen geen beperkingen meer gelden.
Geschiedenis
Bij de edities van 1908 en 1912 had elk deelnemend land het recht maximaal vier teams in te schrijven, maar alleen in 1908 maakte Frankrijk gebruik van deze regel door met twee ploegen deel te nemen.
Oorspronkelijk mochten aan het olympisch voetbaltoernooi, net als bij alle andere sporten, alleen amateurs deelnemen. In 1956 kwam daar de beperking bij dat spelers (met uitzondering van spelers uit Afrika en Azië) niet in de eindronde van het voorgaande wereldkampioenschap mochten zijn uitgekomen. In 1968 werd dat uitgebreid en telden ook kwalificatiewedstrijden voor het betreffende WK mee. Doordat profspelers niet mochten meedoen was dit extra voordelig voor de landen uit het Oostblok, waar de spelers door de staat gesponsord werden en dus hun amateurstatus konden bewaren. De teams konden dus op volle sterkte meedoen en dat wierp zijn vruchten af. Tussen 1948 en 1980 werden 23 van de 27 medailles gewonnen door landen uit Oost-Europa.
In de jaren 70 begon het IOC het amateurprincipe langzaamaan los te laten. Omdat de FIFA wilde voorkomen dat het olympisch voetbaltoernooi een te grote concurrent zou worden voor het wereldkampioenschap werden nieuwe bepalingen in het leven geroepen. Vanaf 1984 mochten ook niet-amateurs deelnemen, met voor Europa en Zuid-Amerika de beperking dat spelers die één of meerdere volledige WK-wedstrijden hadden gespeeld niet meer speelgerechtigd waren. Sinds de kwalificatie voor de Olympische Spelen 1992 gelden voor mannen uitsluitend de huidige regels. De regels van 1984 werden ook voor de editie van 1988 gehandhaafd, maar met een extra paragraaf: Europese en Zuid-Amerikaanse voetballers die eerder minder dan 90 minuten in één enkele wedstrijd van het WK hadden gespeeld, kwamen in aanmerking.

## Onderdelen
| Onderdeel | 96 | 00 | 04 | 08 | 12 | 20 | 24 | 28 | 32 | 36 | 48 | 52 | 56 | 60 | 64 | 68 | 72 | 76 | 80 | 84 | 88 | 92 | 96 | 00 | 04 | 08 | 12 | 16 | 20 | 24 | Totaal |
| --------- | -- | -- | -- | -- | -- | -- | -- | -- | -- | -- | -- | -- | -- | -- | -- | -- | -- | -- | -- | -- | -- | -- | -- | -- | -- | -- | -- | -- | -- | -- | ------ |
| Mannen    |    | •  | •  | •  | •  | •  | •  | •  |    | •  | •  | •  | •  | •  | •  | •  | •  | •  | •  | •  | •  | •  | •  | •  | •  | •  | •  | •  | •  | •  | 28     |
| Vrouwen   |    |    |    |    |    |    |    |    |    |    |    |    |    |    |    |    |    |    |    |    |    |    | •  | •  | •  | •  | •  | •  | •  | •  | 8      |
| Totaal    |    | 1  | 1  | 1  | 1  | 1  | 1  | 1  |    | 1  | 1  | 1  | 1  | 1  | 1  | 1  | 1  | 1  | 1  | 1  | 1  | 1  | 2  | 2  | 2  | 2  | 2  | 2  | 2  | 2  | 36     |

## Medailles

### Medaillewedstrijden

#### Mannen
| Jaar     | Finale            | Finale       | Finale            |                          | 3e / 4e plaats | 3e / 4e plaats                | 3e / 4e plaats |
| Jaar     | Goud              | Uitslag      | Zilver            | Brons                    | Uitslag        | 4e                            |                |
| -------- | ----------------- | ------------ | ----------------- | ------------------------ | -------------- | ----------------------------- | -------------- |
| 1900 (1) | Groot-Brittannië  |              | Frankrijk         | België                   |                |                               |                |
| 1904 (1) | Canada            |              | Verenigde Staten  | Verenigde Staten         |                |                               |                |
| 1908     | Groot-Brittannië  | 2-0          | Denemarken        | Nederland                | 2-0            | Zweden                        |                |
| 1912     | Groot-Brittannië  | 4-2          | Denemarken        | Nederland                | 9-0            | Finland                       |                |
| 1920     | België            | (2)          | Spanje            | Nederland                | (2)            | Frankrijk                     |                |
| 1924     | Uruguay           | 3-0          | Zwitserland       | Zweden                   | 1-1 nv, 3-1    | Nederland                     |                |
| 1928     | Uruguay           | 1-1 nv, 2-1  | Argentinië        | Italië                   | 11-3           | Egypte                        |                |
| 1936     | Italië            | 2-1 nv       | Oostenrijk        | Noorwegen                | 3-2            | Polen                         |                |
| 1948     | Zweden            | 3-1          | Joegoslavië       | Denemarken               | 5-3            | Groot-Brittannië              |                |
| 1952     | Hongarije         | 2-0          | Joegoslavië       | Zweden                   | 2-0            | Duitsland                     |                |
| 1956     | Sovjet-Unie       | 1-0          | Joegoslavië       | Bulgarije                | 3-0            | India                         |                |
| 1960     | Joegoslavië       | 3-1          | Denemarken        | Hongarije                | 2-1            | Italië                        |                |
| 1964     | Hongarije         | 2-1          | Tsjecho-Slowakije | Duits eenheidsteam       | 3-1            | Verenigde Arabische Republiek |                |
| 1968     | Hongarije         | 4-1          | Bulgarije         | Japan                    | 2-0            | Mexico                        |                |
| 1972     | Polen             | 2-1          | Hongarije         | Sovjet-Unie DDR          | 2-2 nv (3)     |                               |                |
| 1976     | DDR               | 3-1          | Polen             | Sovjet-Unie              | 2-0            | Brazilië                      |                |
| 1980     | Tsjecho-Slowakije | 1-0          | DDR               | Sovjet-Unie              | 2-0            | Joegoslavië                   |                |
| 1984     | Frankrijk         | 2-0          | Brazilië          | Joegoslavië              | 2-1            | Italië                        |                |
| 1988     | Sovjet-Unie       | 2-1 nv       | Brazilië          | Bondsrepubliek Duitsland | 3-0            | Italië                        |                |
| 1992     | Spanje            | 3-2          | Polen             | Ghana                    | 1-0            | Australië                     |                |
| 1996     | Nigeria           | 3-2          | Argentinië        | Brazilië                 | 5-0            | Portugal                      |                |
| 2000     | Kameroen          | 2-2 ns (5-3) | Spanje            | Chili                    | 2-0            | Verenigde Staten              |                |
| 2004     | Argentinië        | 1-0          | Paraguay          | Italië                   | 1-0            | Irak                          |                |
| 2008     | Argentinië        | 1-0          | Nigeria           | Brazilië                 | 3-0            | België                        |                |
| 2012     | Mexico            | 2-1          | Brazilië          | Zuid-Korea               | 2-0            | Japan                         |                |
| 2016     | Brazilië          | 1-1 ns (5-4) | Duitsland         | Nigeria                  | 3-2            | Honduras                      |                |
| 2020     | Brazilië          | 2-1 nv       | Spanje            | Mexico                   | 3-1            | Japan                         |                |
| 2024     | Spanje            | 5-3 nv       | Frankrijk         | Marokko                  | 6-0            | Egypte                        |                |

(1) Georganiseerd als demonstratie wedstrijden, later erkend als olympisch door het IOC.
(2) Het toernooi in 1920 werd gespeeld volgens het Bergvall-systeem. Tijdens de finale verliet Tsjecho-Slowakije bij een 2-0-achterstand tegen België in de 43e minuut het veld en werd gediskwalificeerd. In de finale van het extra toernooi voor de zilveren medaille won Spanje met 3-1 van Nederland.
(3) De wedstrijd om de bronzen medaille in 1972 eindigde na verlenging onbeslist. Er waren geen strafschoppen voorzien, zodat beide teams een bronzen medaille kregen.

#### Vrouwen
| Jaar | Finale           | Finale       | Finale           |                  | 3e / 4e plaats | 3e / 4e plaats | 3e / 4e plaats |
| Jaar | Goud             | Uitslag      | Zilver           | Brons            | Uitslag        | 4e             |                |
| ---- | ---------------- | ------------ | ---------------- | ---------------- | -------------- | -------------- | -------------- |
| 1996 | Verenigde Staten | 2-1          | China            | Noorwegen        | 2-0            | Brazilië       |                |
| 2000 | Noorwegen        | 3-2 nv       | Verenigde Staten | Duitsland        | 2-0            | Brazilië       |                |
| 2004 | Verenigde Staten | 2-1 nv       | Brazilië         | Duitsland        | 1-0            | Zweden         |                |
| 2008 | Verenigde Staten | 1-0 nv       | Brazilië         | Duitsland        | 2-0            | Japan          |                |
| 2012 | Verenigde Staten | 2-1          | Japan            | Canada           | 1-0            | Frankrijk      |                |
| 2016 | Duitsland        | 2-1          | Zweden           | Canada           | 2-1            | Brazilië       |                |
| 2020 | Canada           | 1-1 ns (3-2) | Zweden           | Verenigde Staten | 4-3            | Australië      |                |
| 2024 | Verenigde Staten | 1-0          | Brazilië         | Duitsland        | 1-0            | Spanje         |                |

### Medaillespiegel
N.B. Medaillespiegel is bijgewerkt tot en met de Olympische Spelen van 2024.
| Plaats | Land                     | NOC    | Goud | Zilver | Brons | Totaal |
| ------ | ------------------------ | ------ | ---- | ------ | ----- | ------ |
| 1      | Verenigde Staten         | USA    | 5    | 2      | 2     | 9      |
| 2      | Hongarije                | HUN    | 3    | 1      | 1     | 5      |
| 3      | Groot-Brittannië         | GBR    | 3    | 0      | 0     | 3      |
| 4      | Brazilië                 | BRA    | 2    | 6      | 2     | 10     |
| 5      | Spanje                   | ESP    | 2    | 3      | 0     | 5      |
| 5      | Argentinië               | ARG    | 2    | 2      | 0     | 4      |
| 6      | Sovjet-Unie              | URS    | 2    | 0      | 3     | 5      |
| 7      | Canada                   | CAN    | 2    | 0      | 2     | 4      |
| 8      | Uruguay                  | URU    | 2    | 0      | 0     | 2      |
| 9      | Joegoslavië              | YUG    | 1    | 3      | 1     | 5      |
| 11     | Zweden                   | SWE    | 1    | 2      | 2     | 5      |
| 12     | Polen                    | POL    | 1    | 2      | 0     | 3      |
| 12     | Frankrijk                | FRA    | 1    | 2      | 0     | 2      |
| 14     | Duitsland                | GER    | 1    | 1      | 4     | 6      |
| 15     | DDR                      | GDR    | 1    | 1      | 1     | 3      |
| 15     | Nigeria                  | NGR    | 1    | 1      | 1     | 3      |
| 17     | Tsjecho-Slowakije        | TCH    | 1    | 1      | 0     | 2      |
| 18     | Italië                   | ITA    | 1    | 0      | 2     | 3      |
| 18     | Noorwegen                | NOR    | 1    | 0      | 2     | 3      |
| 20     | België                   | BEL    | 1    | 0      | 1     | 2      |
| 20     | Mexico                   | MEX    | 1    | 0      | 1     | 1      |
| 22     | Kameroen                 | CMR    | 1    | 0      | 0     | 1      |
| 23     | Denemarken               | DEN    | 0    | 3      | 1     | 4      |
| 24     | Bulgarije                | BUL    | 0    | 1      | 1     | 2      |
| 24     | Japan                    | JPN    | 0    | 1      | 1     | 2      |
| 26     | Zwitserland              | SUI    | 0    | 1      | 0     | 1      |
| 26     | Oostenrijk               | AUT    | 0    | 1      | 0     | 1      |
| 26     | China                    | CHN    | 0    | 1      | 0     | 1      |
| 26     | Paraguay                 | PAR    | 0    | 1      | 0     | 1      |
| 30     | Nederland                | NED    | 0    | 0      | 3     | 3      |
| 31     | Ghana                    | GHA    | 0    | 0      | 1     | 1      |
| 31     | Chili                    | CHI    | 0    | 0      | 1     | 1      |
| 31     | Duits eenheidsteam       | EUA    | 0    | 0      | 1     | 1      |
| 31     | Bondsrepubliek Duitsland | FRG    | 0    | 0      | 1     | 1      |
| 31     | Zuid-Korea               | KOR    | 0    | 0      | 1     | 1      |
| 31     | Marokko                  | MAR    | 0    | 0      | 1     | 1      |
| Totaal | Totaal                   | Totaal | 36   | 36     | 37    | 109    |

Toernooi van 1906 niet meegeteld, in 1972 zijn twee bronzen medailles uitgereikt.

### Meervoudigemedaillewinnaars
De onderstaande tabel geeft de 'succesvolste medaillewinnaars' bij het voetbal weer.
(Ten minste 3 medailles).
|    | Olympiër                                                                     | Jaren      | Medailles                   | Onderdeel |
| -- | ---------------------------------------------------------------------------- | ---------- | --------------------------- | --------- |
| 01 | Christie Pearce-Rampone                                                      | 2000-2012  | Zilver · Goud · Goud · Goud | vrouwen   |
| 02 | Shannon Boxx Heather Mitts Heather O'Reilly                                  | 2004-2012  | Goud · Goud · Goud          | vrouwen   |
| 05 | Brandi Chastain Joy Fawcett Julie Foudy Mia Hamm Kristine Lilly Cindy Parlow | 1996-2004  | Goud · Zilver · Goud        | vrouwen   |
| 0" | Kate Sobrero-Markgraf                                                        | 2000-2008  | Zilver · Goud · Goud        | vrouwen   |
| 12 | Dezső Novák                                                                  | 1960- 1968 | Brons · Goud · Goud         | mannen    |
| 0" | Tobin Heath Carli Lloyd                                                      | 2012-2020  | Goud · Goud · Brons         | vrouwen   |
| 15 | Sophie Schmidt Desiree Scott Christine Sinclair                              | 2012-2020  | Brons · Brons · Goud        | vrouwen   |
|    | Marta Vieira da Silva                                                        | 2004-2024  | Zilver · Zilver · Zilver    | vrouwen   |

Parijs 1900 · 
St. Louis 1904 · 
Athene 1906 · 
Londen 1908 · 
Stockholm 1912 · 
Antwerpen 1920 · 
Parijs 1924 · 
Amsterdam 1928 · 
Berlijn 1936 · 
Londen 1948 · 
Helsinki 1952 · 
Melbourne 1956 · 
Rome 1960 · 
Tokio 1964 · 
Mexico-Stad 1968 · 
München 1972 · 
Montréal 1976 · 
Moskou 1980 · 
Los Angeles 1984 · 
Seoel 1988 · 
Barcelona 1992 · 
Atlanta 1996 · 
Sydney 2000 · 
Athene 2004 · 
Peking 2008 · 
Londen 2012 · 
Rio de Janeiro 2016 ·
Tokio 2020 ·
Parijs 2024 ·
Los Angeles 2028

Medaillewinnaars
Olympische Zomerspelen
Olympische Winterspelen
Gerelateerd
Olympische Jeugdspelen · Paralympische Spelen · Deaflympische Spelen · Special Olympic World Games
IOC · COA · BOIC · NOC*NSF · NAOC · SOC